# Обара (станция)
Станция Обара (яп. 大原駅 Обара эки) — железнодорожная станция на линии Астрам-лайн расположенная в районе Асаминами, Хиросима. Островная, эстакадная крытая станция. Станция была открыта 20 августа 1994 года. На станции установлены платформенные раздвижные двери.

## История
Открыта 20 августа 1994 года.

## Близлежащие станции
| «    |  | Линия             |  | »        |
| ---- |  | ----------------- |  | -------- |
| Томо |  | Линия Астрам-лайн |  | Томо-Тюо |